# Hanka Kupfernagel
Hanka Kupfernagel (Gera, Turíngia, 19 de març de 1974) és una ciclista alemanya que competeix en diferents modalitats, com el ciclocròs, ruta, pista o el Ciclisme de muntanya.
Els seus principals èxits han estat en el ciclocròs on ha aconseguit nombroses medalles als Campionats del Món.
En ruta cal destacar sobretot la medalla de plata als Jocs Olímpics de Sydey de 2000.
És germana del també ciclista Stefan Kupfernagel.

## Palmarès en ciclocròs
- 1999-2000
  -  Campiona del món en ciclocròs
  -  Campiona d'Alemanya en ciclocròs
- 2000-2001
  -  Campiona del món en ciclocròs
  -  Campiona d'Alemanya en ciclocròs
- 2001-2002
  -  Campiona d'Alemanya en ciclocròs
- 2003-2004
  -  Campiona d'Europa en ciclocròs
  -  Campiona d'Alemanya en ciclocròs
  - 1a a la Copa del món de ciclocròs
- 2004-2005
  -  Campiona del món en ciclocròs
  -  Campiona d'Europa en ciclocròs
  -  Campiona d'Alemanya en ciclocròs
- 2005-2006
  -  Campiona d'Alemanya en ciclocròs
- 2006-2007
  -  Campiona d'Alemanya en ciclocròs
- 2007-2008
  -  Campiona del món en ciclocròs
  -  Campiona d'Alemanya en ciclocròs
- 2008-2009
  -  Campiona d'Europa en ciclocròs
  -  Campiona d'Alemanya en ciclocròs
  - 1a a la Copa del món de ciclocròs
- 2009-2010
  -  Campiona d'Alemanya en ciclocròs
- 2010-2011
  -  Campiona d'Alemanya en ciclocròs
- 2011-2012
  -  Campiona d'Alemanya en ciclocròs
- 2013-2014
  -  Campiona d'Alemanya en ciclocròs

## Palmarès en ruta
- 1991
  - 1a al Tour de Finisterre i vencedora d'una etapa
- 1992
  -  Campiona del món júnior en ruta
- 1994
  - Vencedora d'una etapa al Tour de Feminin-Krásná Lípa
- 1995
  -  Campiona d'Alemanya en ruta
  -  Campiona d'Alemanya en contrarellotge
  - 1a a la Gracia ČEZ-EDĚ i vencedora de 2 etapes
- 1996
  - Campiona d'Europa en ruta sub-23
  -  Campiona d'Alemanya en contrarellotge
  - 1a a la Gracia ČEZ-EDĚ i vencedora de 3 etapes
  - 1a al Tour de Feminin-Krásná Lípa i vencedora de 4 etapes
- 1997
  -  Campiona d'Alemanya en ruta
  -  Campiona d'Alemanya en contrarellotge
  - 1a a la Gracia ČEZ-EDĚ i vencedora d'una etapa
  - 1a al Tour de Feminin-Krásná Lípa i vencedora de 3 etapes
  - 1a a l'Emakumeen Bira i vencedora d'una etapa
  - 1a al Tour de Bretanya i vencedora de 3 etapes
  - 1a al Trofeu Internacional
  - Vencedora de 2 etapes al Tour ciclista femení
- 1998
  -  Campiona d'Alemanya en ruta
  - 1a a l'Emakumeen Bira i vencedora de 2 etapes
  - 1a a l'Eurosport Tour i vencedora d'una etapa
  - 1a al Tour de Bretanya i vencedora de 3 etapes
  - Vencedora de 3 etapes a la Gracia ČEZ-EDĚ
  - Vencedora de 2 etapes a la Volta a Turíngia
  - Vencedora de 2 etapes al Tour de l'Aude
- 1999
  -  Campiona d'Alemanya en ruta
  - 1a a la Gracia ČEZ-EDĚ i vencedora de 3 etapes
  - 1a al Tour de Feminin-Krásná Lípa i vencedora de 2 etapes
  - 1a a l'Emakumeen Bira i vencedora d'una etapa
  - 1a a la Fletxa valona
  - 1a a la Volta a Turíngia i vencedora de 2 etapes
  - 1a a la Ster van Walcheren i vencedora d'una etapa
  - Vencedora de 3 etapes al Tour de l'Aude
- 2000
  -  Medalla d'argent als Jocs Olímpics del 2000 en Ruta
  -  Campiona d'Alemanya en ruta
  -  Campiona d'Alemanya en contrarellotge
  - 1a a la Gracia ČEZ-EDĚ i vencedora de 2 etapes
  - 1a al Tour de Feminin-Krásná Lípa i vencedora de 3 etapes
  - 1a al Tour de l'Aude i vencedora de 2 etapes
  - 1a al Gran Premi de les Nacions
  - Vencedora de 2 etapes a la Volta a Turíngia
  - Vencedora d'una etapa al Holland Ladies Tour
- 2002
  -  Campiona d'Alemanya en contrarellotge
  - Vencedora d'una etapa a la Gracia Orlová
- 2003
  - 1a a la Chrono champenois
- 2007
  -  Campiona del Món en contrarellotge
  -  Campiona d'Alemanya en contrarellotgee
  - 1a al Tour de Feminin-Krásná Lípa i vencedora d'una etapa
  - Vencedora d'una etapa a l'Albstadt-Frauen-Etappenrennen
- 2008
  -  Campiona d'Alemanya en contrarellotge
- 2009
  - Vencedora d'una etapa al Tour del Gran Mont-real
- 2010
  - 1a a l'Albstadt-Frauen-Etappenrennen i vencedora d'una etapa
  - Vencedora d'una etapa a la Volta a Turíngia
- 2011
  - 1a a l'Albstadt-Frauen-Etappenrennen i vencedora de 2 etapes
  - Vencedora d'una etapa al Tour de Feminin-O cenu Českého Švýcarska
- 2012
  - 1a a l'Albstadt-Frauen-Etappenrennen i vencedora de 2 etapes
  - Vencedora d'una etapa a la Volta a Turíngia
- 2013
  - 1a a l'Albstadt-Frauen-Etappenrennen i vencedora de 2 etapes
- 2015
  - 1a a l'Albstadt-Frauen-Etappenrennen i vencedora d'una etapa

## Palmarès en Camp a través
- 2007
  -  Campiona d'Alemanya en Camp a través

## Palmarès en pista
- 1991
  -  Campiona del món júnior en Puntuació
- 1992
  -  Campiona del món júnior en Persecució
- 1995
  -  Campiona d'Alemanya en persecució